# Kirschenmühle

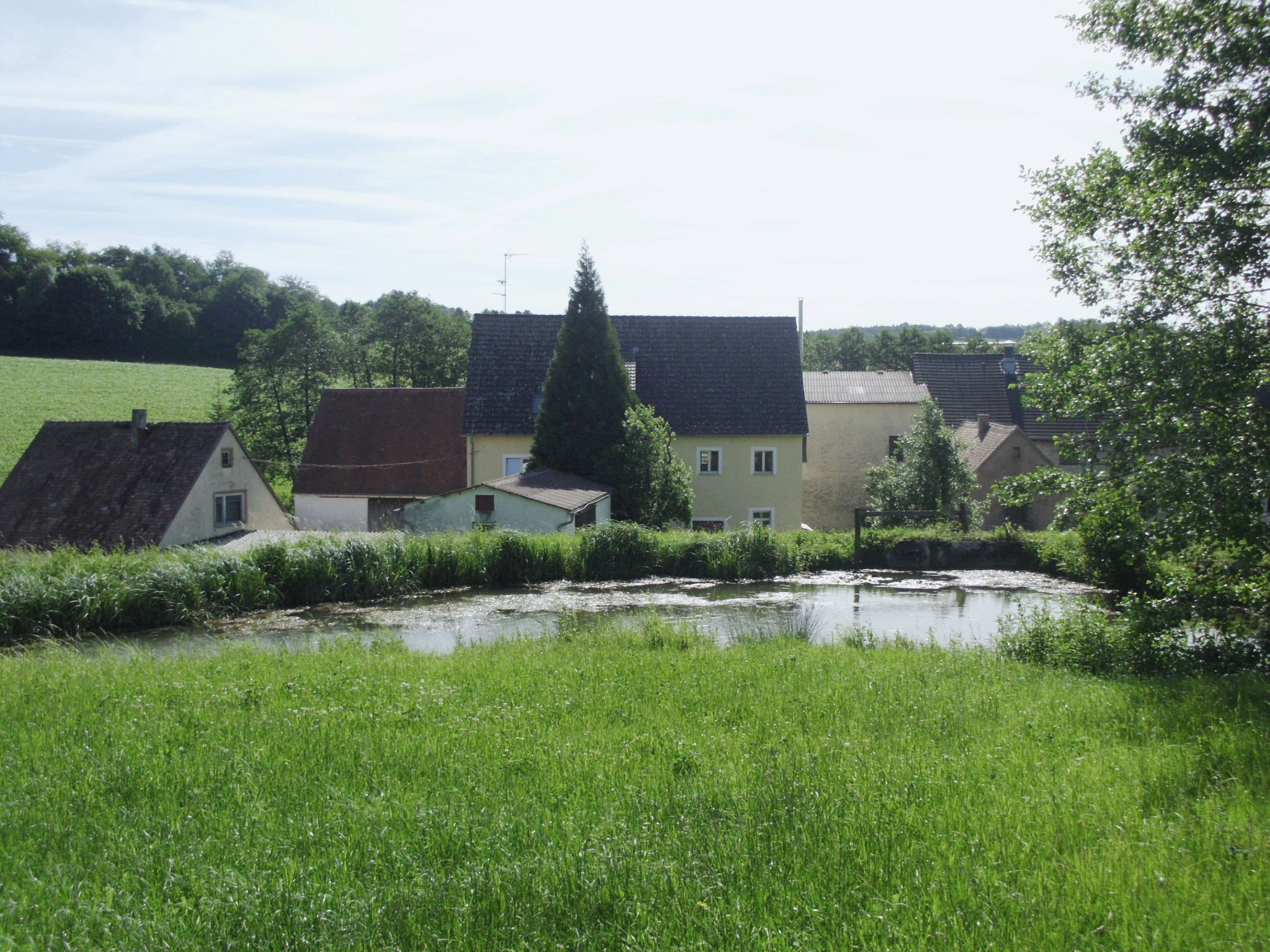
Kirschenmühle mit Mühlteich

Kirschenmühle ist ein Gemeindeteil des Marktes Heidenheim im Landkreis Weißenburg-Gunzenhausen (Mittelfranken, Bayern). Kirschenmühle liegt in der Gemarkung Heidenheim.

## Lage
Die Einöde liegt im Hahenkamm genannten Teil der Fränkischen Alb im Tal der obersten Rohrach nordwestlich von Heidenheim und etwas westlich der Staatsstraße 2218. Nachbaranwesen sind als Heidenheimer Gemeindeteile in unmittelbarer Nähe im Nordosten der Krämershof, im Nordwesten der Gärtnershof und im Südwesten der über dem Tal liegende Kohlhof.

## Name
Der Mühlenname wird gedeutet als „Mühle zu Kirschenlohe;“ Kirschenlohe war seit dem 16. Jahrhundert der übergreifende Name für die Einöden Gärtnershof, Kirschenmühle, Kohlhof, Krämershof und Obelshof.

## Geschichte
Die Mühle ist erstmals 1391 urkundlich genannt. Grundherr der Mühle war das Kloster Heidenheim. Die Mühle hatte nicht nur Reichnisse an das Kloster und nach dessen Säkularisation 1537 an das brandenburgisch-ansbachische Klosterverwalteramt Heidenheim zu leisten, sondern auch an das nürnbergisch-burggräfliche, später brandenburgisch-ansbachische Amt Hohentrüdingen, das die Vogtei über die Mühle ausübte. Die Schreibweise des Mühlennamens wechselt in den Urkunden und Salbüchern: Mül zu Kyrsenloch (1391), Kürsche Müller (16. Jahrhundert), Mul zu Kirschennloch (1535), Mühle zu Kirsaloch (1544), Kürschen Mühln (1616), Mühle zu Kirschenlohe (1682), Kirschen Mühl (1732), Kirschenmühl (1801).
Im Heidenheimer Klostersalbuch von 1400 ist unter dem Eintrag „Kyrsenloch“ angegeben: 2 Höfe und 1 Mühle. Abschriften von Erblehensbriefen für einen Hans Müllner sind für 1410, 1421 und 1447 überliefert. Für 1714 ist erwähnt, dass zur Mühle von zwei Mahlgängen und einem Gerbgang ein „Viehhauß“ gehört. 1833 bestand die Kirschenmühle ebenfalls aus zwei Mahlgängen und einem Gerbgang; an Grund gehörten 10,6 Hektar Ackerland, 0,7 Hektar Wiesen und 5,4 Hektar Wald dazu.
Am Ende des Heiligen Römischen Reichs untersteht die Mühle hochgerichtlich dem seit 1792 preußischen, ehemals markgräflichen Oberamt Hohentrüdingen und dem ehemals markgräflichen Klosterverwalteramt Heidenheim. Kirchlich ist sie der evangelischen Pfarrei Hechlingen zugeordnet.
Die mit dem Markgrafentum Ansbach königlich-preußisch gewordene Mühle wurde infolge des Reichsdeputationshauptschlusses 1806 königlich-bayerisch. Als 1808 Steuerdistrikte gebildet wurden, kam die Kirschenmühle mit anderen Mühlen und Einöden aus dem Besitz des ehemaligen Klosters Heidenheim in den Steuerdistrikt Heidenheim im Landgericht Heidenheim. Zwei Jahre später wurde aus dem Steuerdistrikt die etwas verkleinerte Ruralgemeinde Heidenheim. Durch das Gemeindeedikt von 1818 wurde Heidenheim wieder im Umfang von 1808 eine Gemeinde im gleichnamigen Landgericht.
1933 traf ein Unglück die Mühle: Infolge eines heißgelaufenen Lagers brannte das Mühlengebäude ab. Es wurde umgehend wieder aufgebaut. Dabei wurde das Mühlrad durch eine Turbine ersetzt; gemahlen wurde mittels zweier Walzenstühle und einem Schrotgang. 1967 wurde der Betrieb abgemeldet und nur noch für den Privatgebrauch weiter gemahlen, vor allem Schrot für die Landwirtschaft der Mühle.

### Einwohnerzahlen
- 1818: 6 Einwohner[10]
- 1824: 8 Einwohner, 1 Anwesen[10]
- 1831: 6 Einwohner[12]
- 1950: 16 Einwohner, 2 Anwesen[10]
- 1961: 8 Einwohner, 2 Wohngebäude[13]
- 1987: 5 Einwohner[14]
- 2011: 3 Einwohner[15]
- 2019: 3 Einwohner[1]